# Серпень 2004
Серпень 2004 — восьмий місяць 2004 року, що розпочався в неділю 1 серпня та закінчився у вівторок 31 серпня.

## Події
- 3 серпня — з бази ВПС США «Мис Канаверал» запущено космічний зонд MESSENGER.
- 9 серпня — на третьому блоці японської АЕС «Міхама», розташованому за 320 км від Токіо, сталася аварія. Постраждали 11 людей, з них п'ятеро постраждалих загинули.
- 11 серпня — британська організація HFEA дозволила англійським вченим клонувати людські ембріони для медичних досліджень, першими в країні почали клонування фахівці з університету Ньюкаслу.
- 24 серпня — практично одночасно, приблизно о 22.56 за московським часом, у Росії відбулися катастрофи двох пасажирських літаків: Ту-154Б2 авіакомпанії «Сибір», що прямував з аеропорту Домодєдово (Москва) в Сочі (розбився в Ростовській області, загинула 51 особа), і Ту-134а авіакомпанії «Волга-Авіаекспрес», що прямував з аеропорту Домодєдово (Москва) до Волгограду (розбився у Тульській області, загинуло 42 людини). Розслідування встановило, що на обох літаках здійснені теракти жінками-смертницями.
- 27 серпня — у Суперкубку УЄФА іспанська «Валенсія» перемогла португальський «Порту».